# Wangenried
Wangenried – dzielnica miasta Wangen an der Aare w Szwajcarii, w kantonie Berno, w regionie administracyjnym Emmental-Oberaargau, w okręgu Oberaargau. Do 31 grudnia 2023 gmina (niem. Einwohnergemeinde).

## Demografia
W Wangenried mieszka 408 osób. W 2020 roku 4,4% populacji gminy stanowiły osoby urodzone poza Szwajcarią.

## Transport
Przez teren dzielnicy przebiega droga główna nr 22.